# Bosques latifoliados y mixtos de Ussuri
La ecorregión de los bosques latifoliados y mixtos de Ussuri (WWF ID: PA0443)  cubre las áreas montañosas sobre la parte baja del río Amur y el río Ussuri en el krai de Primorie y en el krai de Jabárovsk en el Lejano Oriente ruso. La ecorregión se encuentra en la ecozona Paleártico y tiene un clima continental húmedo.

## Localización
La ecorregión cubre un área en forma de "Z" en la que la sección norte es una banda de bosque de 400 km al norte de Jabárovsk paralela al río Amur (que está a 20–30 km al sur), cuya banda vertical es paralela al río Ussuri (que está de 20 a 30 km al oeste) en las laderas occidentales de las montañas Sijoté-Alín y cuya base es la ladera oriental del Sijoté-Alín en el krai de Primorie.

## Clima
El clima característico de la ecorregión es clima continental húmedo, con veranos moderados (clasificación climática de Köppen (Dwb)).  Este clima se caracteriza por una alta variación de temperatura, tanto diaria como estacional; con inviernos secos y veranos frescos. La temperatura media del mes más cálido no llega a los 22 °C pero se superan los 10 °C durante cuatro o más meses al año.

## Flora y fauna
Los bosques de Ussuri son los presentan una mayor biodiversidad del norte de Asia. La influencia marítima modera el clima, las precipitaciones son lo suficientemente altas como para sostener bosques ricos y la región es un área fronteriza entre montañas, llanuras fluviales y costas marinas.
Los bosques de la región están formados principalmente por el pino coreano (Pinus koraiensis) y el roble mongol (Quercus mongolica). También es el hogar de la especie más grande de felino, el tigre siberiano.

## Áreas protegidas
Las principales áreas protegidas que se encuentran en la ecorregión son:
- Reserva natural de Bastak, en las estribaciones sudorientales de la Cordillera de Bureya (914 km2)
- Reserva natural de Bolon, que cubre los humedales de los accesos occidentales al lago Bolon en las regiones bajas del río Amur (1000 km2)
- Reserva natural de Botcha, en las laderas nororientales de las montañas Sijoté-Alín (2674 km2)
- Reserva natural de Komsomolsk localizada donde el río Amur corta un paso estrecho a través del Sijoté-Alín (643 km2)
- Reserva natural de Jingán incluye estribaciones boscosas de las montañas Pequeño Jingán. (940 km2)
- Reserva natural Sijoté-Alín está ubicado en una cuenca en las laderas orientales de la cordillera central del Sijoté-Alín (4016 km2)
- Reserva natural de Ussuri, uno de los bosques vírgenes mixtos de coníferas de hoja caduca que quedan en la región de Primore (marítima) del Lejano Oriente ruso. Ubicado en las laderas occidentales de las montañas Sijoté-Alín (404 km2)